# Episodi di Curb Your Enthusiasm (quinta stagione)
La quinta stagione della serie televisiva Curb Your Enthusiasm è stata trasmessa in prima visione negli Stati Uniti dal 25 settembre al 4 dicembre 2005 su HBO.
In Italia la stagione è andata in onda su Jimmy.
| nº | Titolo originale         | Titolo italiano            | Prima TV USA      | Prima TV Italia |
| -- | ------------------------ | -------------------------- | ----------------- | --------------- |
| 1  | The Larry David Sandwich | Il sandwich di Larry David | 25 settembre 2005 | 2 giugno 2007   |
| 2  | The Bowtie               | Cravatta a farfalla        | 2 ottobre 2005    | 9 giugno 2007   |
| 3  | The Christ Nail          |                            | 9 ottobre 2005    | 16 giugno 2007  |
| 4  | Kamikaze Bingo           |                            | 16 ottobre 2005   | 23 giugno 2007  |
| 5  | Lewis Needs a Kidney     |                            | 30 ottobre 2005   | 30 giugno 2007  |
| 6  | The Smoking Jacket       |                            | 6 novembre 2005   | 7 luglio 2007   |
| 7  | The Seder                |                            | 13 novembre 2005  | 14 luglio 2007  |
| 8  | The Ski Lift             |                            | 20 novembre 2005  | 21 luglio 2007  |
| 9  | The Korean Bookie        | Allibratore coreano        | 27 novembre 2005  | 28 luglio 2007  |
| 10 | The End                  |                            | 4 dicembre 2005   | 4 agosto 2007   |